# Stanisław Barcikowski (chirurg)
Stanisław Barcikowski (ur. 1 stycznia 1927 w Wolborzu, zm. 15 lipca 2013) – polski chirurg, profesor nauk medycznych.

## Życiorys
Był absolwentem Akademii Medycznej w Łodzi i Uniwersytetu im. Adama Mickiewicza, w 1964 r. obronił pracę doktorską, w 1973 r. habilitował się. W 1981 r. uzyskał tytuł profesora nauk medycznych.
Został członkiem Towarzystwa Chirurgów Polskich.